# WD J0651+2844
WD J0651+2844 är en dubbelstjärna belägen i mellersta delen av stjärnbilden Tvillingarna. Den har en skenbar magnitud av ca 19,28 (G) och kräver ett kraftfullt teleskop med kamera för att kunna observeras. Den rör sig bort från solen med en heliocentrisk radialhastighet av ca 17 km/s. 
  

## Egenskaper

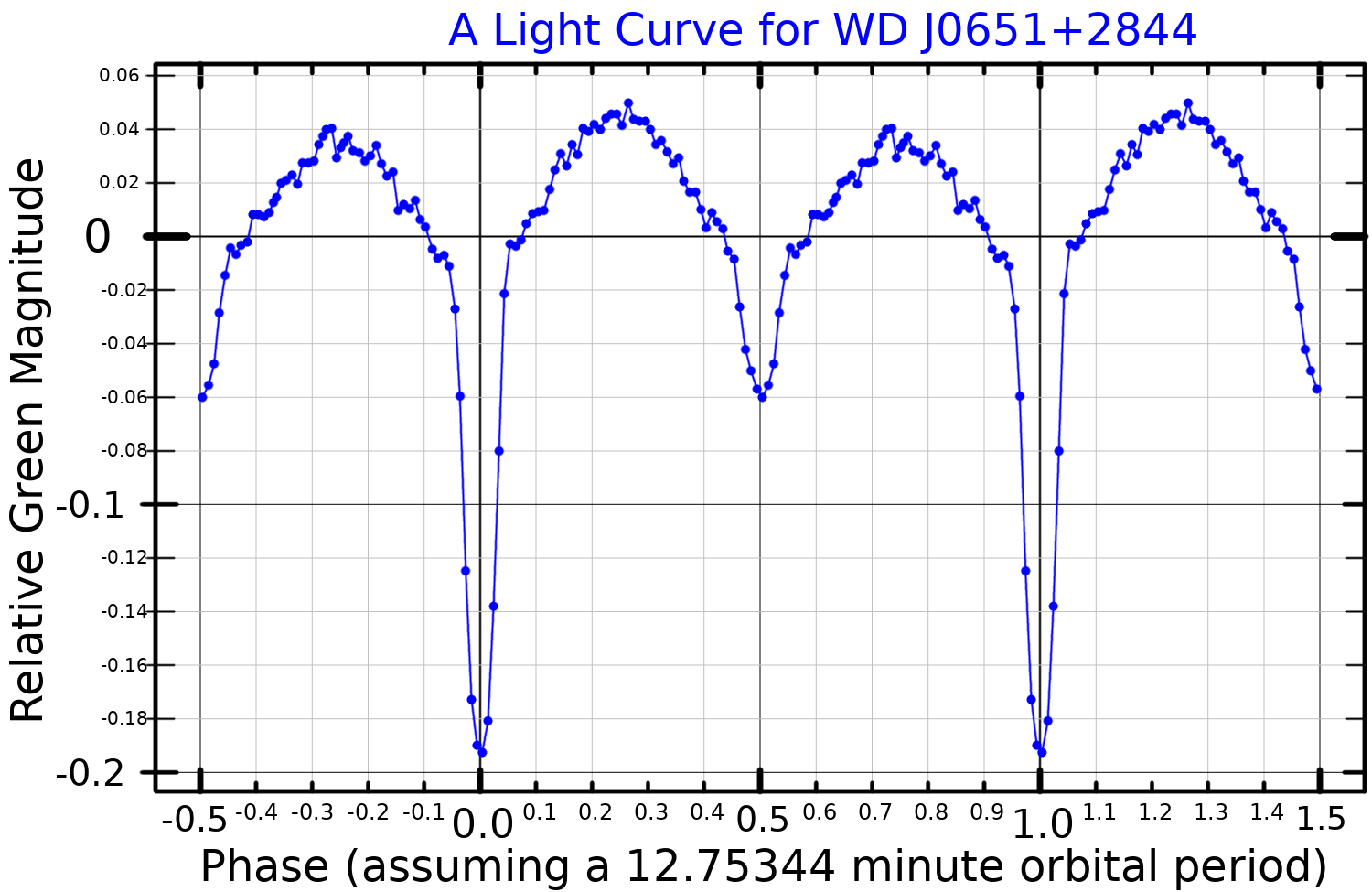
Ljuskurva i gröna bandet för WDJ0651p2844, anpassad från Hermes et al.(2012)

Primärstjärnan i WD J0651+2844 är en vit dvärgstjärna i huvudserien av spektralklass DAH. Den har en massa av ca 0,26 solmassa, en radie av ca 0,0371 solradie och har en effektiv temperatur av ca 16&nbsp500 K.
WD J0651+2844 består av två vita dvärgar. De är separerade med ungefär 120 000 km och geomför en bana runt deras barycenter på mindre än 13 minuter. Detta ger en förmörkelse var 6:e minut, vilket gör det möjligt att samla in tillräckligt med data för att göra mycket exakta förutsägelser av varje kommande förmörkelse. Förmörkelsetiderna avviker från den förutspådda tiden på ett sätt som överensstämmer med gravitationsvågor.